# Ulodesmus incurvipes
Ulodesmus incurvipes är en mångfotingart som beskrevs av Karl Wilhelm Verhoeff 1940. Ulodesmus incurvipes ingår i släktet Ulodesmus och familjen Gomphodesmidae. Inga underarter finns listade i Catalogue of Life.